# Paradosso del nonno
Il paradosso del nonno è un celebre paradosso (più propriamente un'antinomia) riguardante il viaggio nel tempo nel passato (il viaggio temporale nel futuro non presenta paradossi ed è teoricamente fattibile). 
Il primo a descriverlo fu René Barjavel, uno scrittore francese di fantascienza, nel suo libro Il viaggiatore imprudente (Le voyageur imprudent, 1943). Il paradosso del nonno è stato molto utilizzato, in letteratura e nel cinema, per dimostrare che i viaggi indietro nel tempo sono impossibili.

## Caratteristiche
Il paradosso suppone che un nipote torni indietro nel tempo e uccida suo nonno prima che incontri sua nonna, dunque prima che possa sposarsi e avere discendenza. L'uccisione rende impossibile l'esistenza di figlio/a e quindi del nipote e dunque dello stesso viaggio nel tempo che determina l'assassinio del nonno.
Sono state proposte alcune ipotesi per risolvere la contraddizione non solo di questo paradosso, ma di tutti quelli derivanti da viaggi nel tempo; ecco le più importanti:
- secondo la teoria del multiverso questo paradosso non è una contraddizione, perché ogni "interferenza" col passato produrrebbe le sue conseguenze solo in un universo parallelo, nel quale la storia si evolve in maniera diversa;
- un universo parallelo viene generato istantaneamente a ogni singola "interferenza": un viaggio nel passato comporterebbe la creazione di infiniti universi con infinite linee temporali;
- se invece si assume che l'universo esistente sia unico (o che i vari universi siano totalmente isolati, il che è equivalente), allora il paradosso è una vera e propria antinomia, perciò deve in qualche modo essere impossibile che il fatto paradossale avvenga:
  - secondo la congettura di protezione cronologica (formulata da Stephen Hawking), deve in qualche modo essere impossibile ogni forma di viaggio indietro nel tempo, per motivi da noi ancora sconosciuti;
  - secondo il principio di autoconsistenza di Novikov, il viaggio nel tempo non è impossibile, ma le conseguenze che esso produce dal passato verso il futuro sono proprio quelle che hanno reso possibile quel viaggio dal futuro verso il passato: in altri termini è possibile andare indietro nel tempo, ma è impossibile modificare la storia tramite un viaggio indietro nel tempo, poiché esso è già avvenuto nel passato e doveva avvenire nel presente. Nello specifico, ad esempio, se sono effettivamente riuscito a tornare nel passato e a uccidere mio nonno prima che sposasse mia nonna, allora o ho ucciso qualcun altro convinto che fosse lui, o suo figlio (ossia mio padre) è stato concepito prima che lo uccidessi.

## Letteratura e cinema
Questo paradosso è stato ripreso in chiave ironica in una puntata del cartone animato Futurama creato da Matt Groening (Il nonno di se stesso), nella quale il protagonista, viaggiando indietro nel tempo, nonostante uccida per errore suo nonno, continua lo stesso a esistere: cercando di consolare sua nonna per la tragica perdita del fidanzato, finisce a letto con lei mettendola incinta, scoprendo così di essere sempre stato il nonno di sé stesso. Questa storia è un esempio di principio di autoconsistenza di Novikov.
Nel film The Time Machine vi è un esempio esplicito del principio di Novikov: il protagonista, in seguito alla morte della sua fidanzata, costruisce la macchina del tempo con lo scopo di tornare indietro nel tempo e salvare la sua amata; ma ogni volta che lui tenti di salvarla accade comunque qualcosa che porta alla morte della donna. La spiegazione per cui il protagonista non riesce nel suo intento viene data allo stesso dal crudele Über-Morlock: se non fosse stato per la morte della ragazza, lo scienziato non avrebbe mai costruito la macchina del tempo, quindi quel fatto sarebbe dovuto comunque accadere.
Nel videogioco e anime Steins;Gate, come in The Time Machine, il protagonista non riesce a salvare i suoi amici dalla morte per via del principio di Novikov. Viene infatti spiegato che il tempo, strutturato in universi e linee di universo, lo si può paragonare ad una corda dove la corda stessa è l'universo e i filamenti corrispondono alle varie linee di universo. In questo modo le varie linee di universo convergono sempre nello stesso punto, come nella corda, quindi non è possibile evitare la morte di qualcuno se non generando una divergenza così alta da spostarsi in un altro universo (corda).
Il principio di autoconsistenza di Novikov è stato utilizzato come fondamento anche per la serie della ABC Lost, telefilm che a un certo punto della quarta serie comincia a contemplare i viaggi nel tempo, mostrando come siano stati gli stessi protagonisti a causare gli eventi che nel futuro (il presente delle prime stagioni) hanno portato il loro aereo a cadere sull'isola e come alcuni personaggi siano stati guidati dai consigli di altri protagonisti nel passato, alcune volte da loro stessi a una controparte più giovane.
Nel romanzo Rabbia, Chuck Palahniuk rivede il "paradosso del nonno" e ne propone una soluzione alternativa. Il protagonista torna ripetutamente indietro nel tempo, sostituendosi al padre per concepire sé stesso con la madre, e creare una versione migliorata di sé.
Nel romanzo breve Palinsesto, Charles Stross immagina che l'esame di ammissione per gli agenti della Stasi, un'agenzia segreta temporale, consista nell'uccisione del proprio nonno.
Nel film Ritorno al futuro, il protagonista Marty McFly, regredito nel tempo di trent'anni, rischia di interferire negli eventi che avevano portato alla sua nascita, in quanto sua madre si innamora di lui anziché di suo padre, e sta a lui riuscire a far fidanzare i genitori.
Nell'episodio della saga di Harry Potter Harry Potter e il prigioniero di Azkaban, vi è un altro chiaro riferimento al principio di autoconsistenza di Novikov, in quanto Harry e l'amica Hermione Granger, dietro suggerimento del professor Albus Silente, tornano indietro nel tempo per poter cambiare gli eventi. Il viaggio nel tempo però porterà i due personaggi a condizionare gli eventi in un modo che li farà accadere esattamente come essi si erano svolti: in questa situazione sono gli Harry ed Hermione del futuro ad aver determinato la storia degli eventi degli Harry ed Hermione del presente andati nel passato. In particolare, a salvare Harry e Sirius Black dai Dissennatori è lo stesso Harry nella sua versione futura. Il viaggio nel tempo si è reso pertanto necessario per legare gli eventi del passato a quelli del futuro e a rendere il presente possibile nel modo in cui ci viene narrato.
Nel film Looper del 2014, in una società dove i cittadini sono dotati di un chip di riconoscimento, per far scomparire le vittime la criminalità si serve di "looper", killer temporali, ai quali vengono inviate le vittime indietro nel tempo per essere uccise. Dopo 30 anni di servizio gli stessi looper vengono liquidati inviandoli indietro nel tempo (con due lingotti d'oro) ad essere uccisi dai sé stessi giovani come ultimo incarico.
Il film Predestination del 2014 estremizza all'assurdo il paradosso del nonno, come un serpente che si mangia la coda.
Nella serie televisiva Dark, scritta da Baran bo Odar e Jantje Friese e diretta da Baran bo Odar per Netflix e pubblicata sulla piattaforma di streaming dal 2017 al 2020, l'intero intreccio della trama è un'esemplificazione del principio di autoconsistenza di Novikov, con notevoli citazioni al Paradosso del nonno.
Nel film Tenet del 2020, scritto e diretto da Christopher Nolan, il Paradosso del nonno è ampiamente citato.
Nella serie televisiva Netflix The Umbrella Academy durante la terza stagione (2022) l’uccisione delle mamme dei protagonisti ha causato il Paradosso del nonno, che a sua volta causa la formazione del Kugelblitz, una palla di luce che inghiotte tutto come un buco nero.